# Pískorypka ranní

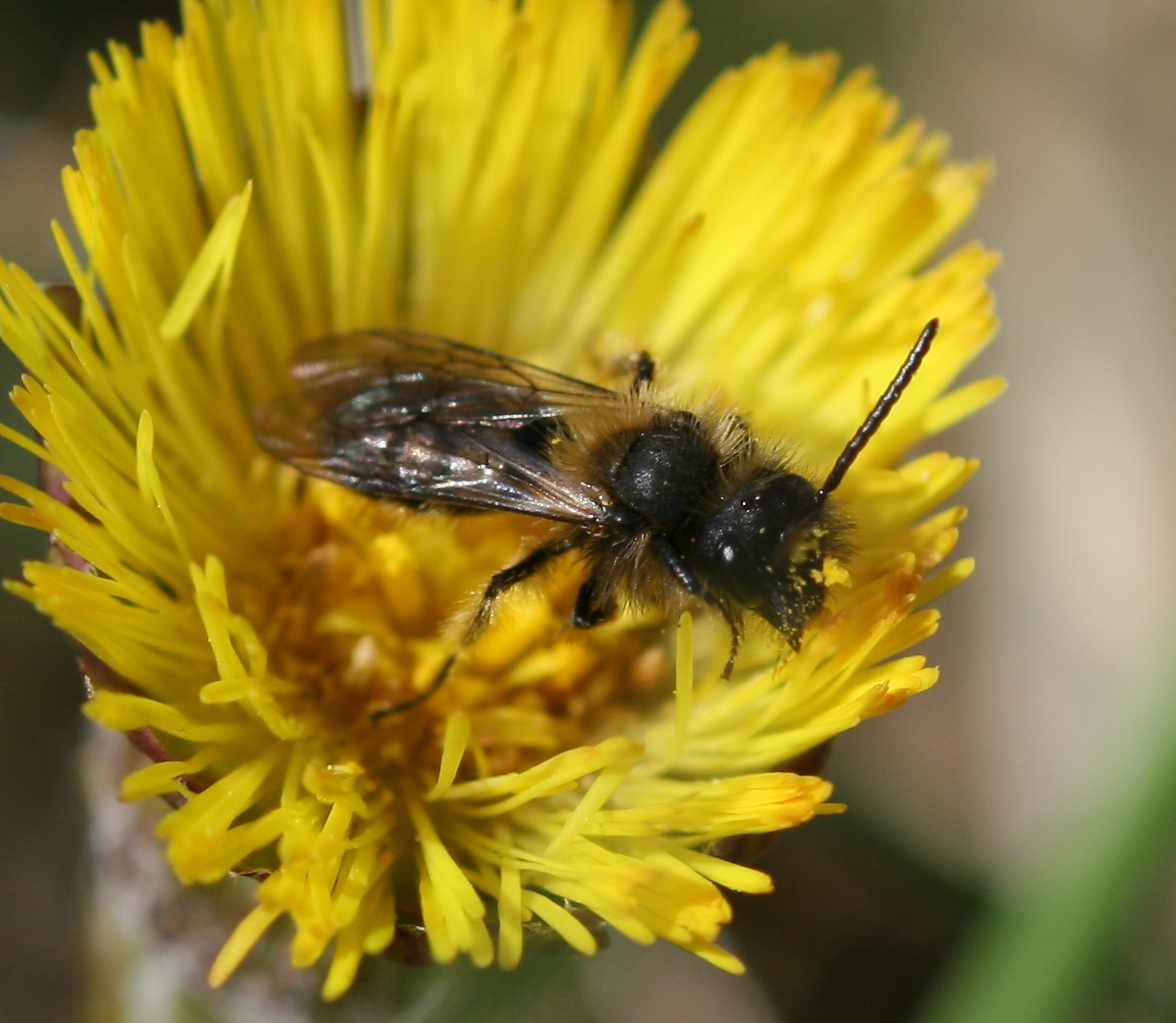
Sameček

Pískorypka ranní (Andrena bicolor či Andrena gwynana) je druh blanokřídlého hmyzu z čeledi pískorypkovití (Andrenidae). Vyznačuje se výrazným pohlavním dimorfismusem: samičky jsou velké asi 8–10 mm, samečkové 6–9 mm. Samičky jsou také výrazně zavalitější.
Pískorypka ranní není příliš náročná a lze ji tak nalézt v mnoha lokalitách. Je rozšířena v teplých a mírných oblastech Evropy a na severu Afriky. Směrem na východ její rozsah končí ve Střední Asii.
Pískorypka ranní je bivoltinní neboli za rok má dvě generace. Na obou hnízdně parazituje včela Nomada fabriciana, která je též bivoltinní.